# Undulatodoliops undulatofasciata
Undulatodoliops undulatofasciata là một loài bọ cánh cứng trong họ Cerambycidae.